# Paweł Szot
Paweł Szot (ur. 7 sierpnia 1979) – polski dziennikarz telewizyjny i korespondent wojenny.

## Życiorys
Ukończył politologię na Uniwersytecie Śląskim. Karierę w mediach rozpoczynał w 2006 w TVP Katowice. W latach 2009-2011 pracował w TV Silesia. W 2011 ponownie wrócił do pracy w Telewizji Polskiej, pracował w TVP INFO skąd po kilku latach awansował do Wiadomości. Jako reporter TVP zajmował się głównie tematyką zagraniczną, relacjonował m.in. konflikty, zamachy terrorystyczne i klęski żywiołowe. Przygotowywał też materiały o służbach mundurowych. Z flagowego programu TVP odszedł w 2018 roku przechodząc najpierw do TVN24, a potem do Faktów TVN, odpowiadając za relacje w ośrodku Katowice oraz zajmując się sprawami bezpieczeństwa, polityką zagraniczną i tematami konfliktów zbrojnych.
W swojej karierze relacjonował liczne sytuacje kryzysowe i działania wojenne. Pracował m.in. w Afganistanie, Syrii, Irackim Kurdystanie i Libii. Od 2014 regularnie relacjonuje przebieg wojny na terytorium Ukrainy.
W 2024 otrzymał  II nagrodę w konkursie dziennikarskim Silesia Press za reportaż pt. „Gdzie on są?”.